# Yuya Fukuda
Yuya Fukuda (født 4. april 1999) er en japansk fodboldspiller, som spiller for den japanske fodboldklub Gamba Osaka.